# David W. Harper

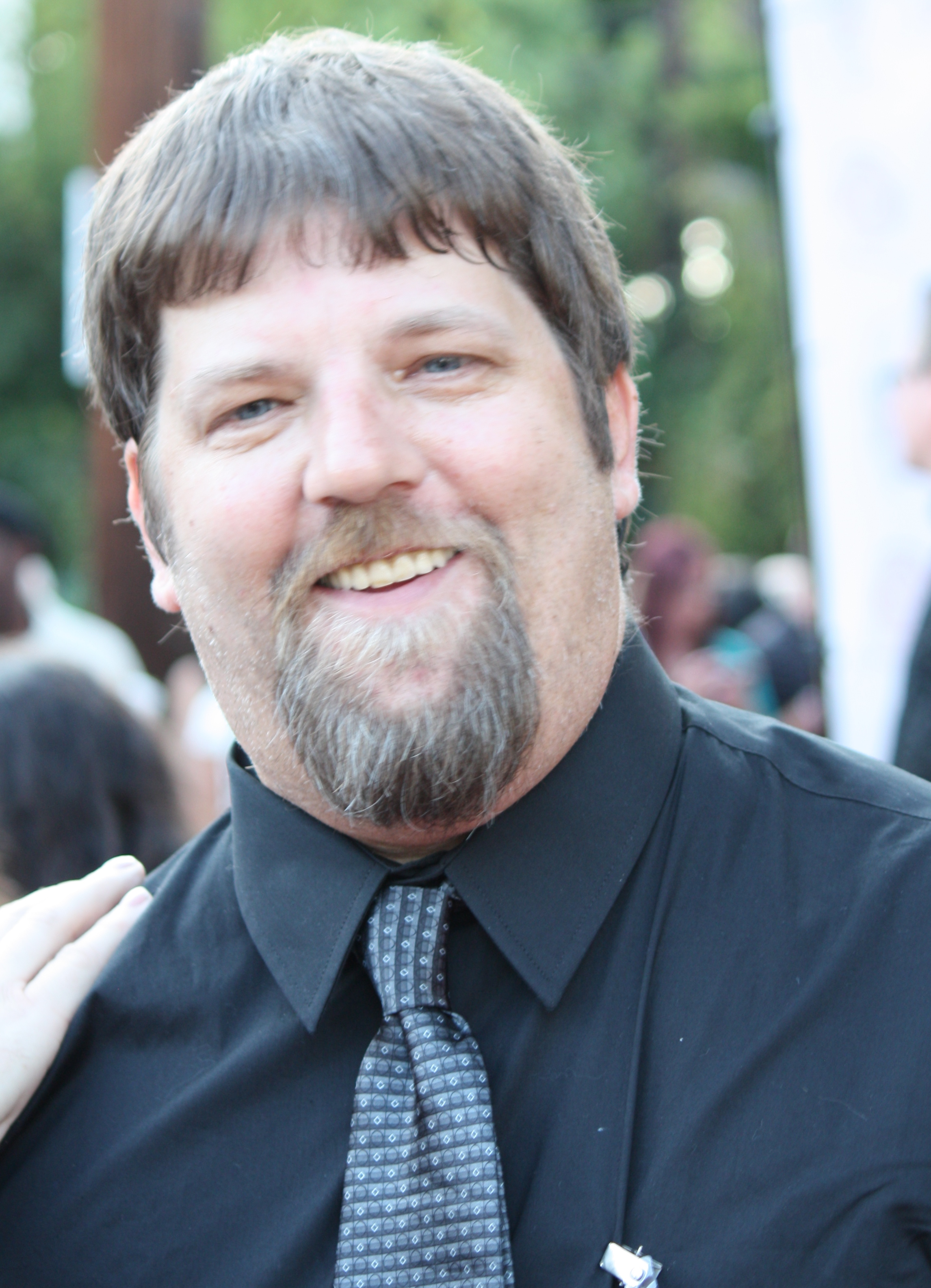
David W. Harper (2012)

David William Harper (* 4. Oktober 1961 in Abilene, Texas) ist ein US-amerikanischer Schauspieler. 
Seine bisher bekannteste Rolle ist die des Jim-Bob Walton in der US-Fernsehserie Die Waltons. Nach Beendigung der Serie spielte David W. Harper in verschiedenen Serien wie Die Blauen und die Grauen mit.